# 魏諷
魏諷（？—219年），字子京，沛國人（或作濟陰郡人），有惑眾之才，鄴城為之傾動，於是鍾繇徵辟魏諷為西曹掾，但與魏諷同郡的鄭泰之子鄭袤認為：「諷奸雄，終必為亂。」

## 生平
建安二十四年（219年）九月，當曹操征漢中時，魏諷暗中糾結黨眾策劃謀反，欲結合長樂衛尉陳禕一舉襲取鄴城。陳禕原先答應，但後來心不自安，向留守的世子曹丕告密，曹丕誅殺魏諷，被牽連的人物不下數十人，鍾繇、文欽、楊俊、劉廙等獲赦免，劉廙之弟劉偉、王粲的兩個兒子、張泉、宋忠等被處死。

## 参見
- 《三國志·武帝紀》裴松之注引《世語》